# 川勝広利
川勝 広利（かわかつ ひろとし）は、江戸時代前期から中期の旗本。秀氏流川勝家（本家）の4代当主。

## 生涯
承応2年（1653年）、川勝広有の嫡男として江戸に生まれた。寛文7年（1667年）閏2月28日、16歳で初めて将軍徳川家綱に謁見した。
寛文12年（1672年）5月26日、書院番となった。延宝元年（1673年）12月11日、父広有の死去により、その家督（丹波内2,570石余）を継いだ。
元禄15年（1702年）1月6日、50歳で没した。家督は嫡男の広豊が継いだ。